# Jean-Paul James
Jean-Paul André Denis Marcel James (ur. 14 lipca 1952 w Rennes) – francuski duchowny katolicki, arcybiskup metropolita Bordeaux od 2019. 

## Życiorys
Święcenia kapłańskie otrzymał 22 września 1985. Inkardynowany do archidiecezji Rennes, został wikariuszem parafii św. Augustyna w tymże mieście, a następnie rozpoczął studia w Rzymie, jednocześnie pracując w parafii św. Ludwika. Po powrocie do Rennes został wykładowcą teologii moralnej w miejscowym seminarium, zaś w 1999 otrzymał nominację na rektora tejże uczelni.
9 stycznia 2003 papież Jan Paweł II mianował go ordynariuszem diecezji Beauvais. Sakry biskupiej udzielił mu 6 kwietnia 2003 abp François Saint-Macary.
8 lipca 2009 został mianowany biskupem ordynariuszem Nantes.
14 listopada 2019 papież Franciszek mianował go arcybiskupem metropolitą Bordeaux.